# Alte Ziegel-Linde

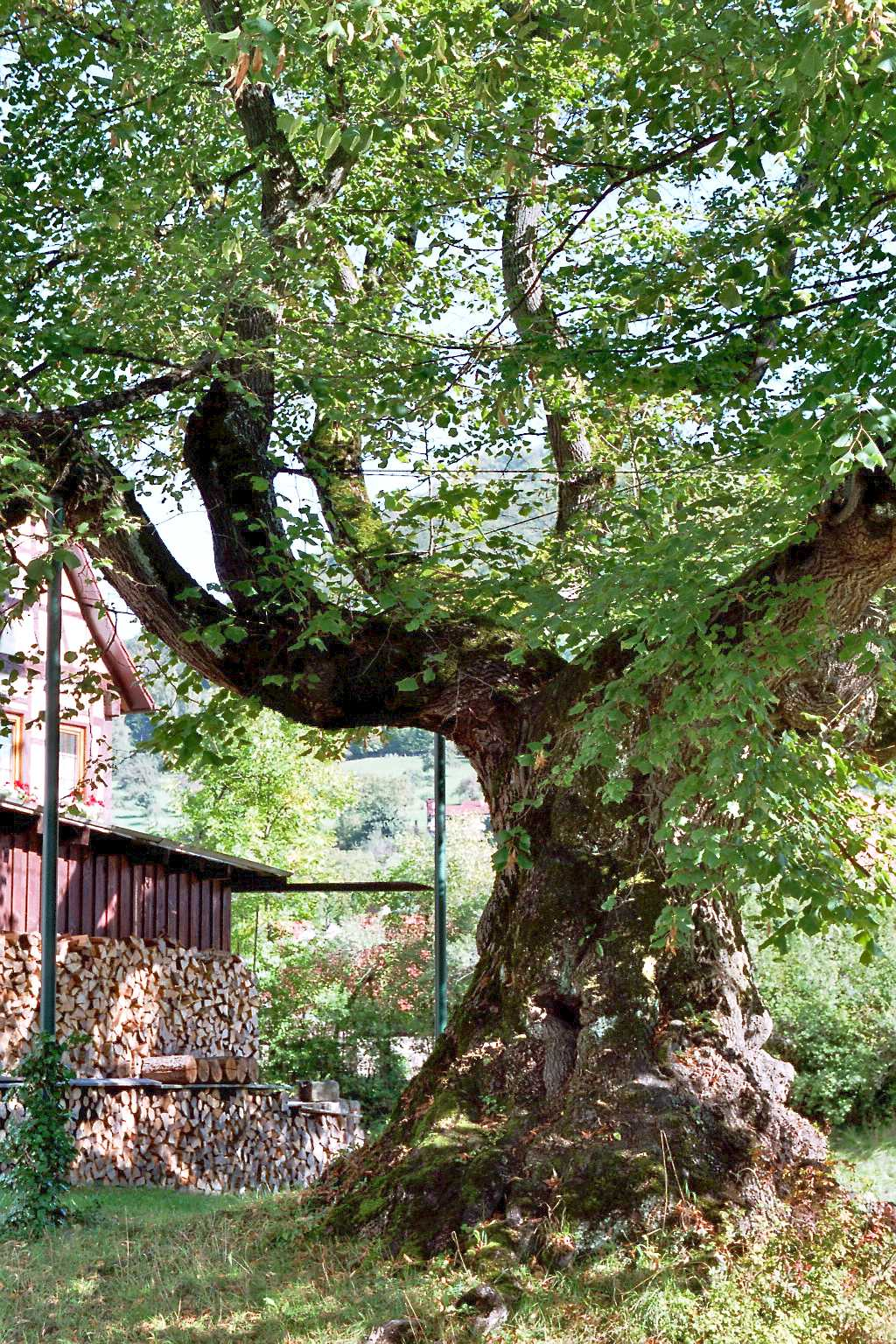
Die alte Ziegel-Linde

Die Alte Ziegel-Linde ist eine etwa 450-jährige Linde in der Öschinger Straße in Gönningen und zugleich einer der ältesten und bedeutendsten Bäume zwischen Schwäbischer Alb und Schönbuch. Seit 1979 ist der Baum daher als Naturdenkmal ausgewiesen.
Wie aus der am Stamm angebrachten Holztafel zu lesen ist, stand dieser Baum schon vor über 400 Jahren in Nachbarschaft zur bereits 1522 erwähnten Ziegelhütte. Einen Hinweis auf das Alter des Baumes liefert auch das daneben stehende, renovierte Haus aus Fachwerk, in dem Eichenbalken aus dem 16. Jahrhundert verbaut sind.
Um die Jahrtausendwende wurden Stützen am Baum angebracht, um die Zukunft des Baumveteranen zu sichern. Die Krone wurde zuvor bereits stark zurückgenommen, mit Halteseilen verspannt und hat sich auf dem massigen, deutlich schief stehenden 6-Meter-Stamm wieder gut entwickelt.